# 케인스 경제학
케인스 경제학(Keynesian economics)은 20세기 영국의 경제학자 존 메이너드 케인스의 사상에 기초한 경제학 이론이다. 케인스 경제학은 여러 경제학자들이 방임주의의 실패로 인한 것으로 여기는 문제점들을 해결하기 위해 개발되었다.
케인스의 이론은 거시경제적 흐름이 각 개인들의 미시적 행동을 압도할 수 있다고 말한다. 경제적 과정을 잠재 생산의 지속적인 성장으로 보는 18세기 후반 이후 고전파 경제학자들의 관점과는 달리, 케인스는 (특히 불황기에) 경제를 이끌어 가는 요소로서 상품에 대한 총수요를 강조했다. 이런 관점에서 케인스는 1930년대의 높은 실업률과 디플레이션에 대해 거시적인 규모에서 대처하기 위해 정부가 정책적으로 소비를 유도해야 한다고 논했다. 불황기에 정부가 지출을 늘리면 보다 많은 돈이 풀려서 시민들의 소비와 투자가 유도되어 경제가 정상 상태를 회복한다는 케인즈의 주장은 공급측면 경제학에 반대되는 의미로서 소비측면 경제학이라 할 수 있을 것이다.
케인즈 학파의 주장은 소위 통화주의자들과 많은 논쟁을 겪었다. 특히 통화정책과 재정정책의 장단기 효과에 대해서 두 학파의 학자들간에 많은 논쟁이 있었다. 케인스 학파의 학자들은 재정정책을 선호했지만, 통화주의자들은 재정정책의 구축효과 등을 지적하며 통화정책이 우월하다고 하였다. 경제 대공황 이후에 사람들은 존 케인스의 주장에 관심을 기울이기 시작했고, 케인스는 자신의 저서 '고용, 이자 및 화폐의 일반 이론'에서 완전고용을 실현·유지하기 위해서는 자유방임주의가 아닌 소비와 투자, 즉 유효수요를 확보하기 위한 정부의 보완책(공공지출)이 필요하다고 주장했다. 1930년대 경제 대공황, 두 차례의 세계전쟁 이후 서구에서 시행하는 복지사회는 케인스의 이러한 주장이 반영되어 나타난 결과이다. (자유방임주의는 1873년부터 1896년까지 20년 넘게 세계를 강타한 최초의 세계적 '대불황', 1930년대 경제 대공황 이후 사실상 막을 내렸다.)

## 이론
케인스는 경제대공황을 타개하기 위해서 다음과 같은 접근이 필요하다고 주장했다.
- 금리 인하(통화정책)
- 정부의 인프라 투자(재정정책)

케인스는 금리를 낮출 경우, 투자가 활성화되며, 소비가 촉진될 것이라고 보았다. 또한, 중앙은행의 원칙적인 역할은 다양한 통화정책을 바탕으로 금리에 영향을 미치는 것이라고 생각했다.

## 같이 보기
- IS-LM 모형
- 뉴딜
- 과소 소비
- 새케인스학파
- 신케인스학파
- 통화주의자
- 프랭클린 루스벨트
- 민주혁명당